# Dean Garrett
Dean Heath Garrett (Los Angeles, 27 novembre 1966) è un ex cestista e allenatore di pallacanestro statunitense, di ruolo centro, professionista in Italia, in Grecia e nella NBA.

## Carriera
È stato selezionato dai Phoenix Suns al secondo giro del Draft NBA 1988 (38ª scelta assoluta).
Con gli Stati Uniti ha disputato i Giochi panamericani di Indianapolis 1987.

## Statistiche

### College
| Anno      | Squadra          | PG | PT | MP   | TC%  | 3P% | TL%  | RP  | AP  | PRP | SP  | PP   |
| --------- | ---------------- | -- | -- | ---- | ---- | --- | ---- | --- | --- | --- | --- | ---- |
| 1986-1987 | Indiana Hoosiers | 34 | 33 | 28,0 | 54,2 | -   | 63,5 | 8,5 | 0,6 | 0,5 | 2,7 | 11,4 |
| 1987-1988 | Indiana Hoosiers | 29 | 28 | 33,0 | 53,5 | -   | 69,7 | 8,5 | 0,4 | 0,6 | 3,4 | 16,1 |
| Carriera  | Carriera         | 63 | 61 | 30,3 | 53,8 | -   | 67,2 | 8,5 | 0,5 | 0,5 | 3,0 | 13,6 |

### NBA

#### Regular Season
| Anno      | Squadra            | PG  | PT  | MP   | TC%  | 3P% | TL%  | RP  | AP  | PRP | SP  | PP  |
| --------- | ------------------ | --- | --- | ---- | ---- | --- | ---- | --- | --- | --- | --- | --- |
| 1996-1997 | Minnesota T'wolves | 68  | 47  | 24,5 | 57,3 | -   | 69,6 | 7,3 | 0,6 | 0,6 | 1,4 | 8,0 |
| 1997-1998 | Denver Nuggets     | 82  | 82  | 32,1 | 42,8 | -   | 64,8 | 7,9 | 1,1 | 0,7 | 1,6 | 7,3 |
| 1998-1999 | Minnesota T'wolves | 49  | 37  | 21,5 | 50,2 | -   | 74,5 | 5,2 | 0,6 | 0,6 | 0,9 | 5,5 |
| 1999-2000 | Minnesota T'wolves | 56  | 23  | 10,8 | 44,4 | -   | 69,2 | 2,5 | 0,3 | 0,1 | 0,7 | 2,0 |
| 2000-2001 | Minnesota T'wolves | 70  | 21  | 11,9 | 48,1 | -   | 69,2 | 3,1 | 0,3 | 0,4 | 0,7 | 2,5 |
| 2001-2002 | Minnesota T'wolves | 29  | 0   | 5,2  | 35,0 | -   | 0,0  | 1,6 | 0,1 | 0,2 | 0,3 | 1,0 |
| 2001-2002 | G.S. Warriors      | 5   | 0   | 6,2  | 26,7 | -   | -    | 2,0 | 0,2 | 0,4 | 0,2 | 1,6 |
| Carriera  | Carriera           | 359 | 210 | 19,4 | 48,0 | -   | 67,7 | 5,0 | 0,6 | 0,5 | 1,0 | 4,8 |

#### Playoffs
| Anno     | Squadra            | PG | PT | MP   | TC%  | 3P% | TL%  | RP   | AP  | PRP | SP  | PP   |
| -------- | ------------------ | -- | -- | ---- | ---- | --- | ---- | ---- | --- | --- | --- | ---- |
| 1997     | Minnesota T'wolves | 3  | 3  | 39,3 | 51,7 | -   | 80,0 | 11,7 | 1,3 | 0,7 | 1,0 | 12,7 |
| 1999     | Minnesota T'wolves | 4  | 3  | 23,0 | 55,6 | -   | 40,0 | 4,0  | 1,3 | 0,5 | 0,8 | 5,5  |
| 2000     | Minnesota T'wolves | 3  | 0  | 5,3  | 50,0 | -   | 50,0 | 0,7  | 0,0 | 0,0 | 0,3 | 1,0  |
| 2001     | Minnesota T'wolves | 3  | 2  | 13,7 | 33,3 | -   | 83,3 | 3,0  | 0,0 | 0,3 | 0,3 | 4,3  |
| Carriera | Carriera           | 13 | 8  | 20,5 | 49,2 | -   | 69,6 | 4,8  | 0,7 | 0,4 | 0,6 | 5,8  |

## Palmarès
- Campionato NCAA: 1

Indiana Hoosiers: 1987